# أندريه سيلفا (لاعب كرة قدم مواليد 2000)
أندريه فيليبي تيكسيرا دا سيلفا (28 أبريل 2000 – 3 يوليو 2025) لاعب كرة قدم برتغالي سابق، لعب في مركز الوسط الهجومي.
توفي سيلفا في حادث سيارة مع شقيقه ديوغو جوتا في سمورة بإسبانيا بتاريخ 3 يوليو 2025.

## المسيرة
بدأ سيلفا لعب كرة القدم في نادي غوندومار، ولعب في الفئات السنية مع نادي بورتو.
كان لاعبًا أساسيًا في صفوف نادي بنافيل، أحد أندية الدرجة الثانية، عند وفاته، بعد أن انضم إليه في عام 2020.

## الحياة الشخصية
أندريه سيلفا لديه شقيق يُدعى ديوغو المعروف باسم ديوغو جوتا كان لاعبًا دوليًا مع منتخب البرتغال. وقد بدأ الشقيقان مسيرتهما الكروية فينادي غوندومار ولعبا في صفوف الفئات السنية لنادي اسوج دي فيريرا. كان أندريه ضمن صفوف الفئات السنية في بورتو عندما انضم شقيقه إلى الفريق الأول للنادي على سبيل الإعارة في عام 2016. درس سيلفا تخصص إدارة الأعمال في الجامعة إلى جانب مسيرته الكروية، وأسّس شركةً بالشراكة مع شقيقه. وتخرّج قبيل وفاته بفترة وجيزة.

## الوفاة
في 3 يوليو 2025، توفي أندريه عن عمر يناهز 25 عامًا وشقيقه ديوغو جوتا الذي كان يبلغ 28 عامًا في حادث سير مأساوي على الطريق السريع A‑52 قرب سيرناديا بإسبانيا. ووفقًا للتقارير، انفجر أحد إطارات السيارة التي كانا يستقلانها من نوع لامبورغيني أثناء محاولتهما تجاوز مركبة أخرى، ما أدى إلى انحرافها عن الطريق واشتعال النيران بها. وأكدت خدمات الطوارئ الإسبانية أن الأخوين فارقا الحياة في موقع الحادث.